# J. Edward Roush

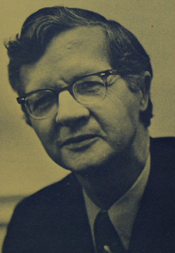
J. Edward Roush

John Edward Roush (* 12. September 1920 in Barnsdall, Osage County, Oklahoma; † 26. März 2004 in Huntington, Indiana) war ein US-amerikanischer Politiker. Zwischen 1959 und 1977 vertrat er zweimal den Bundesstaat Indiana im US-Repräsentantenhaus.

## Werdegang
Edward Roush besuchte bis 1938 die Huntington High School in Indiana und danach bis 1942 das Huntington College. Während des Zweiten Weltkrieges diente er zwischen 1942 und 1946 in der US Army. Nach einem anschließenden Jurastudium an der Indiana University in Bloomington und seiner im Jahr 1949 erfolgten Zulassung als Rechtsanwalt begann er in diesem Beruf zu arbeiten. Zwischen 1950 und 1952 diente er nochmals in der Army. Politisch war Roush Mitglied der Demokratischen Partei. In den Jahren 1949 und 1950 saß er als Abgeordneter im Repräsentantenhaus von Indiana. Von 1954 bis 1958 war er Staatsanwalt im Huntington County. Außerdem fungierte er zwischen 1958 und 1960 sowie von 1981 bis 1987 als Kurator des Huntington College.
Bei den Kongresswahlen des Jahres 1958 wurde Roush im fünften Wahlbezirk von Indiana in das US-Repräsentantenhaus in Washington, D.C. gewählt, wo er am 3. Januar 1959 die Nachfolge von John V. Beamer antrat. Nach vier Wiederwahlen konnte er bis zum 3. Januar 1969 fünf Legislaturperioden im Kongress absolvieren. Diese waren von den Ereignissen des Vietnamkrieges und der Bürgerrechtsbewegung geprägt. Im Jahr 1968 wurde er nicht bestätigt. Zwei Jahre später wurde Roush dann im vierten Distrikt seines Staates wieder in den Kongress gewählt, wo er am 3. Januar 1971 E. Ross Adair ablöste. Nach zwei Wiederwahlen konnte er bis zum 3. Januar 1977 drei weitere Amtsperioden im US-Repräsentantenhaus verbringen. In diese Zeit fielen das Ende des Vietnamkrieges und die Watergate-Affäre. Im Jahr 1976 unterlag Roush dem späteren republikanischen US-Vizepräsidenten Dan Quayle.
Zwischen 1977 und 1979 war Roush einer der Direktoren der Umweltschutzagentur Environmental Protection Agency. Im Jahr 1989 war er kommissarischer Leiter des Huntington College. Edward Roush starb am 26. März 2004 in Huntington.